# Ervin Prelog
Ervin Prelog, slovenski inženir, * 23. september 1921, Bizeljska vas, † 1987.

## Življenje
Prelog je bil med drugo svetovno vojno sprva v internaciji, potem pa je bil mobiliziran v Wehrmacht. 
Leta 1949 je predčasno diplomiral na Tehniški fakulteti in takoj postal asistent. Čez tri leta je opravil doktorat in postal docent na tej in na Fakulteti za agronomijo, gozdarstvo in veterinarstvo. Predaval je na področju mehanike.
Kot prvi rektor je bil izvoljen za dva zaporedna mandata rektorja Univerze v Ljubljani (1976-1979 in 1979-1982), toda zaradi bolezni je deloval le v letih 1976-1978.